# Johann Gottlob Nathusius

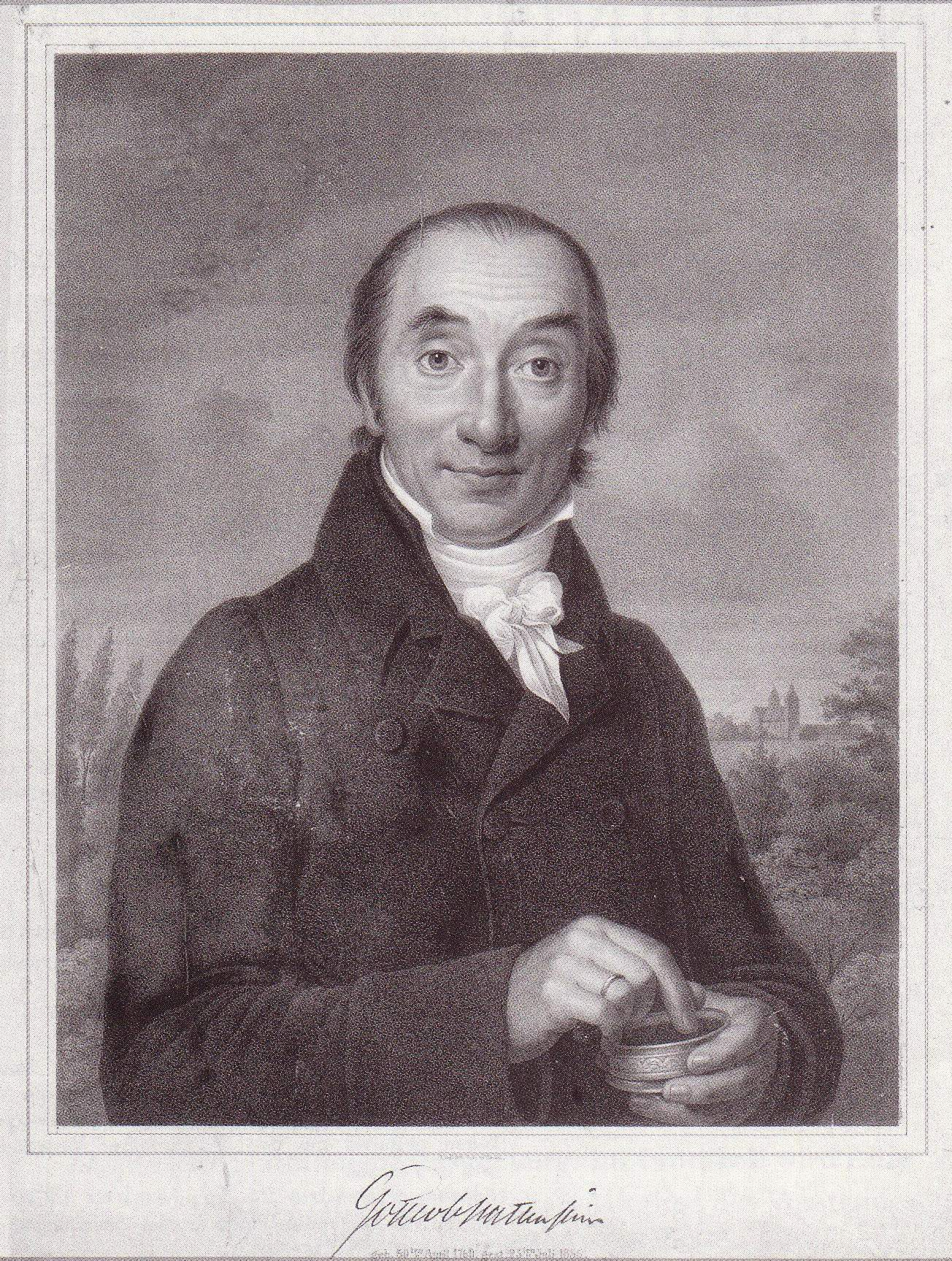
Johann Gottlob Nathusius.

Johann Gottlob Nathusius, född 30 april 1760 i Baruth, död 23 juli 1835 i Althaldensleben, var en tysk industriman av släkten Nathusius. Han var måg till Philippine Engelhard samt far till Hermann och Philipp von Nathusius.
Nathusius var delägare i ett större handelshus i Magdeburg och efter tobaksmonopolets upphörande i Preussen kort efter Fredrik II:s död stor tobaksfabrikant. Då monopolet under senare delen av Fredrik Vilhelm II:s regering återinförts, var Nathusius någon tid kunglig generalfabriksdirektör. Senare ägnade han sig huvudsakligen åt jordbruk i stor skala och varjehanda industriella företag, särskilt på godset Hundisburg vid Magdeburg.